# Белый-Ю (посёлок)
Бе́лый-Ю — посёлок в муниципальном районе «Печора» Республики Коми Российской Федерации.

## География
Расположен в 20 км от центра Печорского района — города Печоры. Железнодорожного сообщения посёлок не имеет.

## История
Возник в 1940-х. В 1949 здесь находилось 199 высланных: 128 немцев, 35 западных украинцев, 36 «власовцев».
В 1956 — посёлок в Соколовском сельсовете, в 1973 передан в Путейский поссосвет.
В посёлке располагалась часть ракетчиков ПВО (в/ч 96436, на вооружении которой стоял зенитно-ракетный комплекс (ЗРК) дальнего радиуса действия С-200), расформированная в конце 90-х годов. На территории бывшей части имеется памятник ПЗРК С-75.
В 2009 году посёлок предлагалось признать закрывающимся в 2012 году, что не было реализовано ввиду отсутствия финансирования на переселение жителей бывшего военного городка.

## Население
| 1959 | 2000 | 2009 | 2010 |
| ---- | ---- | ---- | ---- |
| 182  | ↗251 | ↘180 | ↘108 |